# Publius Valerius Poplicola (Konsul 475 v. Chr.)
Publius Valerius Poplicola († 460 v. Chr.) war ein dem Patriziergeschlecht der Valerier entstammender Politiker der frühen Römischen Republik. In den Jahren 475 v. Chr. und 460 v. Chr. amtierte er als Konsul.

## Leben
Publius Valerius Poplicola war der Sohn des bedeutenden mehrmaligen Konsuls gleichen Namens. Sein Großvater führte nach Ausweis der Fasti Capitolini das Pränomen Volusi. Die Überlieferung über ihn ist wie für alle Personen der Zeit der frühen römischen Republik historisch unzuverlässig; u. a. wurde sie von der Familienlegende stark ausgemalt.
Laut dem römischen Geschichtsschreiber Dionysios von Halikarnassos soll Publius Valerius Poplicola zusammen mit seinem Bruder Marcus während der Schlacht am See Regillus 496 v. Chr. seinem bereits im Sterben liegenden Onkel Marcus Valerius zu Hilfe geeilt sein. Die Brüder hätten ihren Onkel aus dem Kampfgetümmel getragen und sich dann wieder am  Schlachtgeschehen beteiligt, wobei sie schließlich gefallen seien.
Diese Ausführungen des Dionysios widersprechen seiner eigenen, im weiteren Verlauf seines Geschichtswerks gebrachten Darstellung, aber auch den anderen Quellen, wonach Publius Valerius Poplicola wesentlich länger lebte. So erzählt Dionysios zunächst, dass Poplicola 492 v. Chr. mit einem zweiten hochrangigen Römer im Auftrag des Senats in Sizilien Getreide erstanden habe. Der römische Historiker Titus Livius berichtet ebenfalls von dieser Mission, führt allerdings deren Teilnehmer nicht namentlich an. Wahrscheinlich hatten sich erst Geschichtsschreiber, die während der späten römischen Republik lebten, die von Dionysios angegebenen Namen der Gesandten ausgedacht.
Gemeinsam mit Gaius Nautius Rutilus stieg Poplicola erstmals 475 v. Chr. zum höchsten Staatsamt, dem Konsulat, auf. Er führte Krieg gegen die Veienter und Sabiner, besiegte sie vor der etruskischen Stadt Veji und durfte für diesen Erfolg einen Triumph feiern, doch gelang ihm die Eroberung von Veji nicht. Von Livius und Dionysios berichtete verworrene Details des damaligen kriegerischen Geschehens gehen vielleicht auf den Annalisten Valerius Antias zurück.
Im weiteren Verlauf seiner Vita erscheint Poplicola in der Überlieferung als volksfreundlicher Staatsmann. Als der Konsul Appius Claudius Crassus Inregillensis Sabinus 471 v. Chr. mit den Volkstribunen eine Kontroverse wegen des (die Wahl plebejischer Magistrate betreffenden) Gesetzesvorschlages des Volero Publilius ausfocht, legte Poplicola in diesem Disput eine vermittelnde Haltung an den Tag.
462 v. Chr. soll Poplicola Interrex gewesen sein. Zwei Jahre später, 460 v. Chr., amtierte er jedenfalls zum zweiten Mal als Konsul, wobei er Gaius Claudius Crassus Inregillensis Sabinus zum Amtskollegen hatte. Damals drohten die Auseinandersetzungen zwischen der aristokratischen Oberschicht und den Plebejern bezüglich des Gesetzesantrages, den der Volkstribun Gaius Terentilius Harsa 462 v. Chr. eingebracht hatte  (nämlich eine Fünfmännerkommission zur Beschränkung der Befugnisse der Konsuln einzusetzen), zur Gefahr für Rom zu werden, weil inzwischen Appius Herdonius mit Verbannten, Klienten und Sklaven das Capitol okkupierte. Poplicola sicherte der Plebs zu, eine Beratung über den Antrag des Terentilius zuzulassen, und erreichte so, dass die Bürger zum Kampf gegen Herdonius bereit waren. Bei der anschließenden Erstürmung des Capitols wurde er von einem Stein tödlich getroffen. Für die feierliche Abhaltung seines Begräbnisses leistete auch die Plebs einen finanziellen Beitrag.